# Еркан Езбей
Еркан Езбей (тур. Erkan Özbey, нар. 10 лютого 1978, Різе) — турецький футболіст, що грав на позиції захисника.
Виступав, зокрема, за клуби «Бурсаспор» та «Генчлербірлігі», а також національну збірну Туреччини.

## Клубна кар'єра
Народився 10 лютого 1978 року в місті Різе. Вихованець футбольної школи клубу «Бурса Меріносспор».
У дорослому футболі дебютував 1995 року виступами за команду «Бурса Меріносспор», у якій провів один сезон, взявши участь у 26 матчах чемпіонату. 
Згодом з 1996 по 1998 рік грав у складі команд «Бурсаспор», «Бурса Меріносспор» та «Карабюкспор».
Своєю грою за останню команду знову привернув увагу представників тренерського штабу клубу «Бурсаспор», до складу якого повернувся 1998 року. Цього разу відіграв за команду з Бурси наступні п'ять сезонів своєї ігрової кар'єри. Більшість часу, проведеного у складі «Бурсаспора», був основним гравцем захисту команди.
У 2003 році уклав контракт з клубом «Генчлербірлігі», у складі якого провів наступні шість років своєї кар'єри гравця. 
Завершив ігрову кар'єру у команді «Кизилджахамамспор», за яку виступав протягом 2009—2012 років.

## Виступи за збірні
Протягом 1998–2000 років залучався до складу молодіжної збірної Туреччини. На молодіжному рівні зіграв у 19 офіційних матчах.
У 2002 році захищав кольори другої команди збірної Туреччини. У складі цієї команди провів 1 матч.
Того ж року дебютував в офіційних матчах у складі національної збірної Туреччини.
Загалом протягом кар'єри в національній команді, яка тривала 1 рік, провів у її формі 1 матч.